# Götterdämmerung (Élémir Bourges)

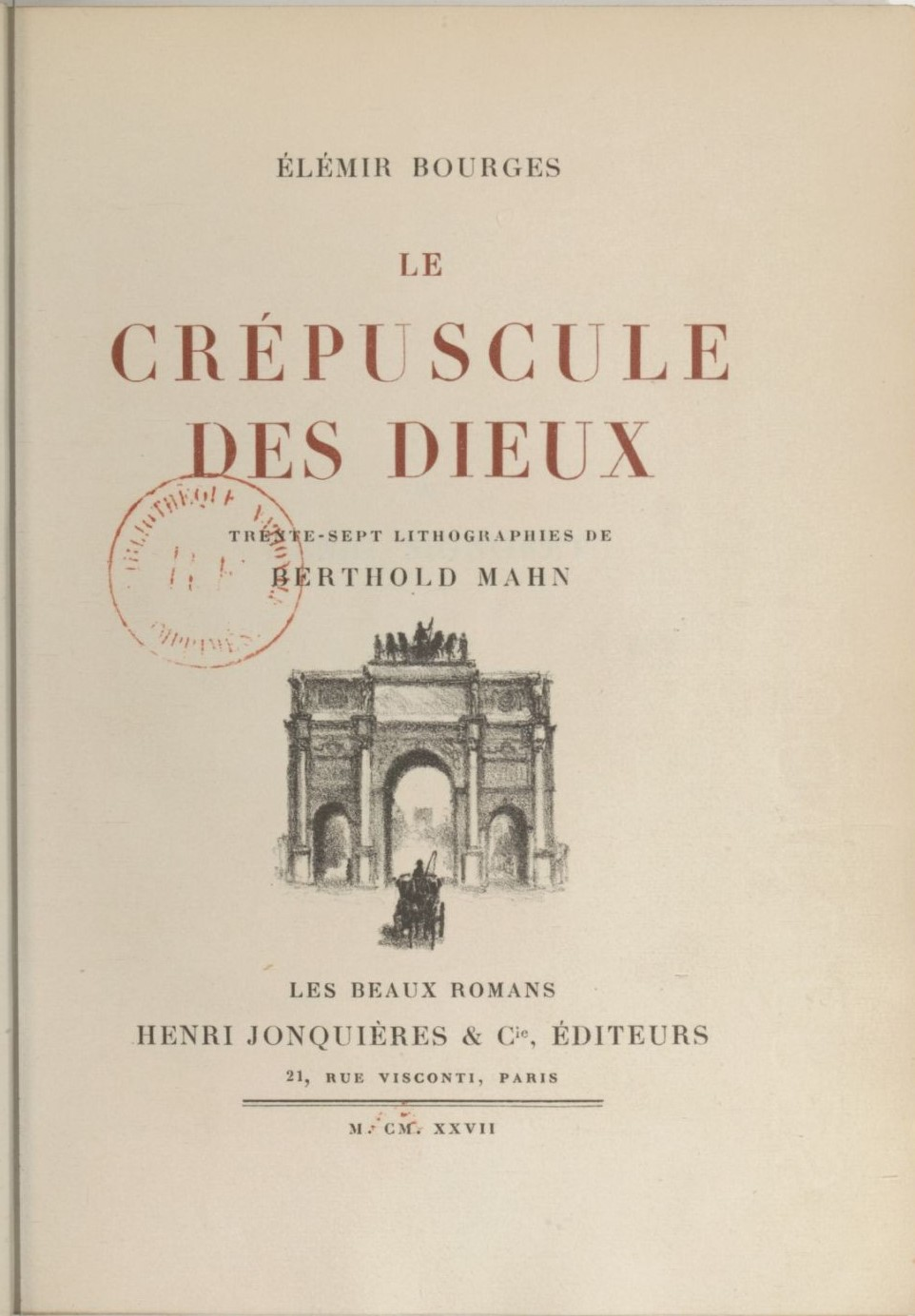
Titelseite von Le Crépuscule des dieux

Götterdämmerung ist das bekannteste Werk des französischen Autors Élémir Bourges. Der 1884 unter dem Titel Le Crépuscule des dieux erschienene Roman trägt den Untertitel „Zeitgenössische Sitten“ (Mœurs contemporaines) und ist ein klassisches Beispiel der französischen Dekadenzdichtung und des literarischen Wagnerismus.

## Handlung
Hauptperson ist der Herzog Charles d’Este, der 1866 in seiner Residenz ein großes Fest gibt, zu dem auch Richard Wagner eingeladen ist. Doch wird das Fest abrupt beendet: Die gegen Österreich und dessen deutsche Verbündeten kämpfenden Preußen marschieren ein und vertreiben die Familie des Herzogs ins Pariser Exil. Dort führt die Familie ein dekadentes und luxuriös-prunkvolles Leben. Der Herzog beschäftigt sich mit der prachtvollen Ausstattung seines neuen Domizils und beginnt eine Liebschaft mit der italienischen Diva Giulia Belcredi, einer klassischen Vertreterin des Typus der Femme fatale.
Diese Liaison läutet den Niedergang der Familie ein. Die erst zehnjährige, blasse und blonde Tochter des Herzogs, Claribel, stirbt einen langsamen Tod aus Schwäche – sie entspricht dem Typus der Femme fragile. Ihr Bruder Otto ist ein Raufbold, der sich zahlreichen Ausschweifungen (Sadismus, Homosexualität) hingibt und diesen Ausschweifungen als Krönung noch einen „verschobenen“ Inzest hinzufügt, indem er den Vater mit der Belcredi betrügt. Die Geschwister Hans-Ulric und Christiane verbindet eine geistige Wahlverwandtschaft und darüber hinaus ein inzestuöses Verlangen. Als die beiden, angestachelt von der Belcredi, den Inzest in die Tat umsetzen, kommt es zur Katastrophe: Hans-Ulric erschießt sich, Christiane geht in ein Kloster. Das fünfte Kind des Herzogs, Franz, verfällt dem Glücksspiel und endet im Gefängnis. Schließlich planen die Belcredi und Otto einen Mordanschlag auf den Herzog, um an dessen sagenhaftes Vermögen zu kommen. Doch Arcangeli, der Vertraute des Herzogs, verhindert den Giftmord: der Herzog schießt auf Otto, der infolge der Verwundung ins Irrenhaus kommt, die Belcredi begeht Selbstmord.
Der Roman endet mit einem Besuch des vereinsamten Herzogs bei der ersten Aufführung von Wagners Tetralogie in Bayreuth. Nachdem er sich im Publikum umgesehen hat und erschreckt feststellt, dass die alte Adelswelt im Untergang begriffen ist, stirbt Charles d’Este im Anschluss an den letzten Abend der Tetralogie, der Götterdämmerung, bei der Verrichtung seiner Bedürfnisse. Keines seiner Kinder wird in seinem Testament bedacht; er hinterlässt sein unermessliches Vermögen der Stadt Genf, ein Hinweis auf das reale Vorbild des Herzogs: Karl II. (Braunschweig).

## Décadence-Motive
Literaturgeschichtlich interessant ist, dass der Roman bereits zwei Monate vor dem bis heute als "Bibel der Décadence" geltenden Roman Gegen den Strich (A Rebours) von Joris-Karl Huysmans erschien. Der Roman enthält zahlreiche Motive der Décadence wie Femme fatale und Femme fragile, Sadismus, Wagner-Kult und Ästhetizismus in den üppigen Beschreibungen der Personen und Intérieurs. Dazu kommen das Spätzeitgefühl und die Darstellung des Niederganges einer Adelsfamilie.

## Rezeption
Bourges’ Roman inspirierte den französischen Schriftsteller Jean Lorrain zu drei Élémir Bourges gewidmeten Sonetten. Frère et soeur greift die Inzestthematik auf, Anémie verweist auf die Figur der Claribel, Prince héritier auf ihren Bruder Otto.
Zahlreiche Schriftsteller, darunter Jean Cocteau, der Götterdämmerung 1923 als ein "œuvre magnifique" bezeichnete, schätzten den Roman.
Einer hochinteressanten Frage, nämlich ob Thomas Mann in seiner Novelle Wälsungenblut den bei Bourges geschilderten Geschwisterinzest plagiiert habe, geht Erwin Koppen in seiner grundlegenden Studie Dekadenter Wagnerismus (1973) nach.
Die deutsche Übersetzung des Romans erschien anlässlich von Richard Wagners 200. Geburtstag im Jahr 2013 im Manesse Verlag und wurde mehrfach rezensiert.
Der Romanist Albert Gier kommt in seinem Nachwort zur deutschen Übersetzung des Romans zu folgendem Schluss: "Götterdämmerung verdient einen Platz neben den bekannten Wagner-Romanen und -Erzählungen von Gabriele D’Annunzio, Marcel Proust oder Thomas Mann."

### Textausgaben
- Le Crépuscule des dieux, mœurs contemporaines. Paris, E. Giraud & Cie, 1884 Text
- Götterdämmerung. Aus dem Französischen von Alexandra Beilharz, Nachwort von Albert Gier. Manesse, Zürich 2013, ISBN 978-3-7175-2262-1

### Sekundärliteratur
- Mario Praz: Liebe, Tod und Teufel. Die Schwarze Romantik. München: dtv, 1963. (Italienisches Original: La carne, la morte e il diavolo nella letteratura romantica, Milano-Roma, 1930.)
- Raymond Schwab: La Vie d'Elémir Bourges. Paris: Stock, 1948.
- André Lebois: La Genèse du Crépuscule des Dieux. Paris: Le Cercle du Livre, 1954.
- Erwin Koppen: Dekadenter Wagnerismus. Studien zur europäischen Literatur des Fin de siècle. Berlin/New York: De Gruyter, 1973.
- Hans Hinterhäuser: Fin de siècle. Gestalten und Mythen. München: Fink, 1977.
- Wolfgang Rasch: Die literarische Dekadenz um 1900. München: Beck, 1986.
- Ulrich Prill: "Sind das nicht Zeichen der décadence?" : zur Textkonstitution des Fin de siècle am Beispiel Elémir Bourges : Le crépuscule des dieux. Bonn : Romanistischer Verlag, 1988
- Alexandra Beilharz: Die Décadence und Sade. Untersuchungen zu erzählenden Texten des französischen Fin de siècle. Metzler, Stuttgart, 1997. 290 S.
- Alexandra Beilharz: "Elémir Bourges, Carlos Reyles et Robert Musil: la décadence entre refus et adaptation de la modernité" In: La main hâtive des révolutions. Esthétique et désenchantement en Europe de Leopardi à Heiner Müller. Hg. von Jean Bessière und Stéphane Michaud. Presses de la Sorbonne Nouvelle, Paris, 2001. S. 55–76.